# Tag der älteren Generation

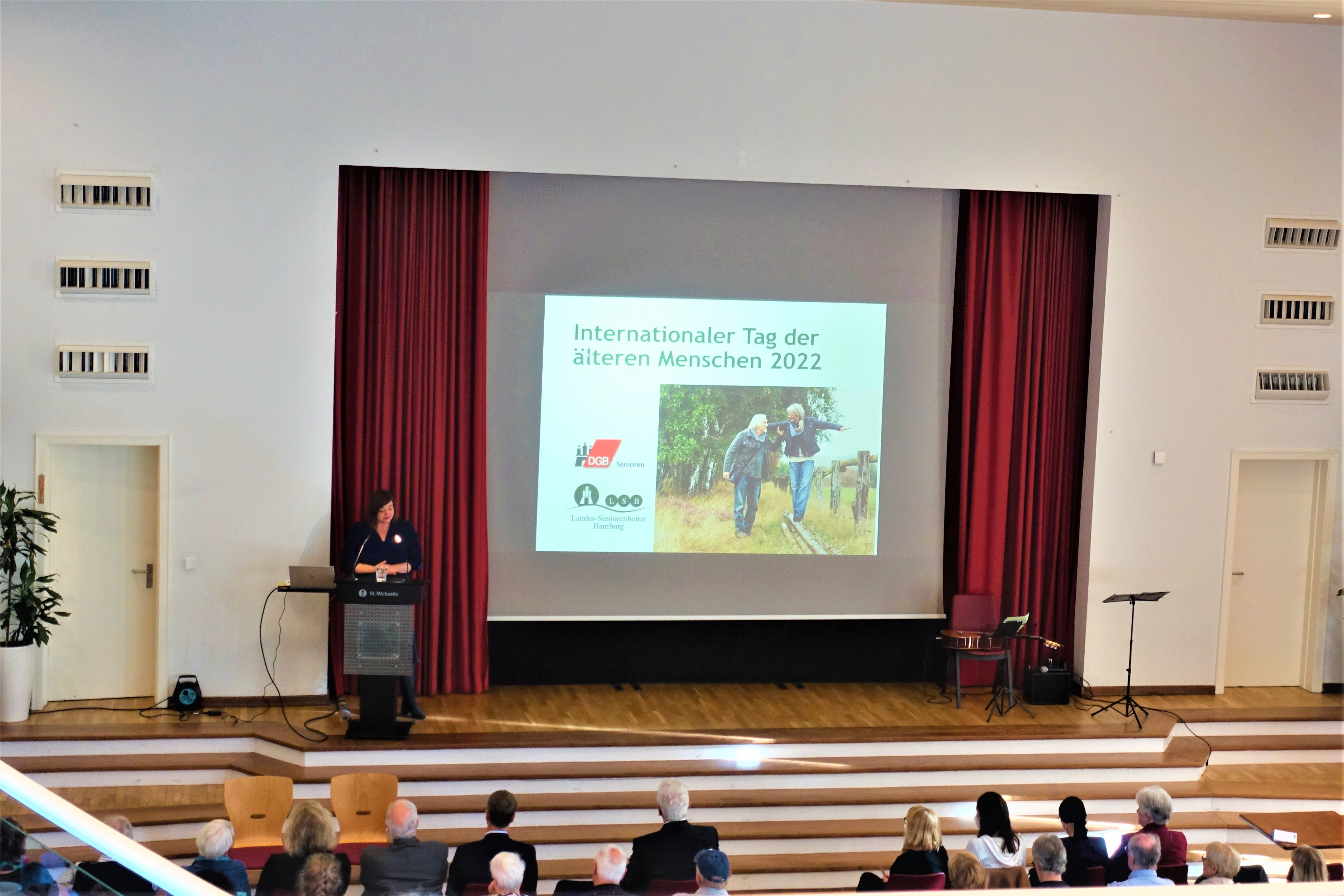
Internationaler Tag der älteren Menschen in Hamburg 2022 im Gemeindehaus St. Michaels mit 2. Bürgermeisterin Katharina Fegebank

Der Tag der älteren Generation ist ein internationaler Aktionstag, der Menschen auf die Situation und die Belange der älteren Generation aufmerksam machen soll.

## Situation in Deutschland
Dieser Tag wurde 1968 durch die Kasseler Lebensabendbewegung (LAB) ins Leben gerufen.
Seitdem wird an jedem ersten Mittwoch im April durch Aktionen und Veröffentlichungen auf die Rolle der Senioren in der Gesellschaft aufmerksam gemacht.
In Bremen wird seit 2010 am 1. Oktober der Internationale Tag der älteren Generation durch ca. 35 Organisationen (DGB-Gewerkschaften, Parteien, Sozialverbände, Naturschutzverbände, Kirchen etc.) auf dem Hanseatenhof oder anderen öffentlichen Plätzen (2020: Alter Marktplatz, 2021: Bahnhofsvorplatz) begangen. Die Koordination erfolgt durch die ver.di-Seniorinnen und Senioren. Es gibt eine Bühne, auf der Musik, Sketche und Reden geboten werden. In Zelten und an den Informationsständen kann sich die Öffentlichkeit über die Belange der älteren Generation informieren.
In Hamburg nutzen der Landes-Seniorenbeirat und die DGB-Senioren den Internationalen Tag seit 2015 für eine große gemeinsame Festveranstaltung.
Das Thema wurde im Rahmen einer Verkündigungssendung auf WDR 2 am 1. Oktober 2023 zur Sprache gebracht.

## Internationale Bedeutung
Der internationale Tag der älteren Generation (engl. International Day of Older Persons) wird auf Beschluss der Vereinten Nationen vom 19. Dezember 1990 seit 1991 an jedem 1. Oktober begangen.